# Podbilo
Podbilo je neveliko selo u blizini Krivoga Puta u Ličko Senjskoj županiji, Hrvatska. Stanovništvo je bunjevačkog porijekla, a živi od zemljoradnje i stočarstva. Bunjevci Podila porijeklom su od starog plemena Tomljanovića, pa su i danas Tomljanoviči zastupljeni u svim podbilskim zaselcima osim u Šolićima. Od drugih Bunjevaca u Podbilu žive i Prpići (zaseoci Matići i Plemići), Vukelići (zaseok Cupići), i Šolići, u istoimenom zaseoku.

## Zaseoci
Cupići, Matići, Murtići, Panjići, Plemići, Podbilo (mjesto), Šimerići, Šolići, Tomići i Žuljevići.

## Stanovništvo
- 1971. – 181 (Hrvati – 179, ostali – 2)
- 1981. – 70 (Hrvati – 69, ostali – 1)
- 1991. – 60 (Hrvati – 51, ostali – 9)
- 2001. – 46
- 2011. – 25[5]

| broj stanovnika |       |       |       | 415   | 437   | 573   | 492   | 398   | 378   | 375   | 310   | 181   | 70    | 60    | 46    | 25    | 20    |
|                 | 1857. | 1869. | 1880. | 1890. | 1900. | 1910. | 1921. | 1931. | 1948. | 1953. | 1961. | 1971. | 1981. | 1991. | 2001. | 2011. | 2021. |